# Cyriocosmus bertae
Cyriocosmus bertae – gatunek małego, brazylijskiego ptasznika z rodziny ptasznikowatych (Theraphosidae). Hodowany w terrariach.

## Występowanie
W stanie naturalnym żyje tylko w stanie Acre w zachodniej Brazylii; miejsce typowe to Rio Branco.

## Tryb życia i hodowla

### Biotop
Gatunek ten występuje w wilgotnych lasach tropikalnych, gdzie żyje w różnych częściach drzew, np. korzeniach, spróchniałych gałęziach i niektórych wgłębieniach w drzewie. Na obszarze występowania temperatura wynosi 27–29 C°, a roczna średnia opadów deszczu wynosi około 3000 mm.

### Pożywienie
Dietę zarówno w naturze jak i w terrarystyce stanowią różne owady, w hodowli młodym osobnikom podawane są małe świerszcze i larwy mącznika młynarka, starszym podawane są karaczany, duże świerszcze i szarańcze.

### Długość życia
Samice w dobrych warunkach hodowlanych mogą przeżyć maksymalnie do 7–8 lat. Samce umierają kilka miesięcy po ostatniej wylince.

### Wilgotność
W terrariach gatunek ten jest hodowany w wilgotności wynoszącej 70–80%.

### Terrarium
Młode ze względu na rozmiar trzymane są w małych pojemnikach i kliszówkach, dorosłe w terrariach o wymiarach 10/10/10 cm lub 15/15/15 cm.

### Rozmnażanie w hodowli
Samice osiągają dojrzałość płciową mając długość ciała wynoszącą 2,5 cm. Po około 4 tygodniach od kopulacji samica tworzy kokon, a po 1 miesiącu w środku powinny być w nim nimfy. Liczba jaj wynosi 40–70 sztuk.

## Morfologia
Jeden z największych pająków z rodzaju Cyriocosmus. Ogólne ubarwienie przypomina Cyriocosmus elegans – pomarańczowe nogi, ornament przypominający serce na czarnym odwłoku, przypominający serce, ale w odróżnieniu od C. elegans ma czarny karapaks z pomarańczowym obrzeżeniem. Młode szarawe. Dymorfizm płciowy słaby; samiec posiada bulbusy i haczyki.

### Długość ciała
- samice: do 4 cm długości ciała[2]
- samce: 2,5–3,0 cm długości ciała[2]
- młode po linieniu z nimfy II: 6–7 mm z rozstawem odnóży[2]

## Jad i agresywność
Gatunek nieagresywny, woli uciekać niż atakować. Jad jest słaby, nie stanowi zagrożenia dla zdrowia i życia człowieka.